# Ruitz
Ruitz – miejscowość i gmina we Francji, w regionie Hauts-de-France, w departamencie Pas-de-Calais.
Według danych na rok 1990 gminę zamieszkiwały 1594 osoby, a gęstość zaludnienia wynosiła 321 osób/km² (wśród 1549 gmin regionu Nord-Pas-de-Calais Ruitz plasuje się na 426. miejscu pod względem liczby ludności, natomiast pod względem powierzchni na miejscu 681.).